# بلانكا روزا جيل
بلانكا روزا جيل هي مغنية كوبية، ولدت في 26 أغسطس 1937 في بيريكو ‏ في كوبا.

## روابط خارجية
- بلانكا روزا جيل على موقع ميوزك برينز (الإنجليزية)
- بلانكا روزا جيل على موقع أول ميوزيك (الإنجليزية)